# Jesús Vallejo
Pour les articles homonymes, voir Vallejo.
Jesús Vallejo Lázaro, né le 5 janvier 1997 à Saragosse, est un footballeur espagnol. Il évolue au poste de défenseur central à l'Albacete Balompié.

## Biographie
Le 7 mars 2013, Vallejo a joué avec l'équipe d'Espagne des moins de 16 ans lors d'un match amical contre la Hongrie. Il a obtenu sa première sélection avec les moins de 21 ans le 26 mars 2015 à l'âge de 18 ans, en commençant dans la victoire 2-0 contre la Norvège à Cartagena lors d'un autre match amical,.
Sélectionné pour la finale du Championnat d'Europe des moins de 21 ans de 2017 par le manager Albert Celades, Vallejo a joué quatre fois pour les finalistes. Bien qu'il ne fasse pas partie de l'équipe de 23 joueurs pour la finale de la Coupe du monde de football 2018, il a été sélectionné par l'entraîneur-chef de l'équipe nationale, Julen Lopetegui, pour un match amical contre la Suisse prévu le 3 juin.
Vallejo a été l'un des 22 joueurs sélectionnés par l'équipe des moins de 23 ans pour les Jeux olympiques d'été de 2020, reportés à l'été 2021 en raison de la pandémie de COVID-19.

## Statistiques

### En club
| Saison                | Club                           | Championnat           | Championnat | Championnat | Championnat | Coupe nationale | Coupe nationale | Coupe nationale | Coupe de la Ligue | Coupe de la Ligue | Coupe de la Ligue | Compétition(s) continentale(s) | Compétition(s) continentale(s) | Compétition(s) continentale(s) | Compétition(s) continentale(s) | Autres compétitions | Autres compétitions | Autres compétitions | Autres compétitions | Total | Total | Total |
| Saison                | Club                           | Division              | M.          | B.          | P.d.        | M.              | B.              | P.d.            | M.                | B.                | P.d.              | Comp.                          | M.                             | B.                             | P.d.                           | Comp.               | M.                  | B.                  | P.d.                | M.    | B.    | P.d.  |
| 2014-2015             | Real Zaragoza                  | Segunda División      | 34          | 1           | 0           | 0               | 0               | 0               | -                 | -                 | -                 | -                              | -                              | -                              | -                              | -                   | -                   | -                   | -                   | 34    | 1     | 0     |
| 2015-2016             | Real Zaragoza (prêt)           | Segunda División      | 20          | 0           | 0           | 0               | 0               | 0               | -                 | -                 | -                 | -                              | -                              | -                              | -                              | -                   | -                   | -                   | -                   | 20    | 0     | 0     |
| 2016-2017             | Eintracht Francfort (prêt)     | Bundesliga            | 25          | 1           | 0           | 2               | 0               | 0               | -                 | -                 | -                 | -                              | -                              | -                              | -                              | -                   | -                   | -                   | -                   | 27    | 1     | 0     |
| 2017-2018             | Real Madrid                    | Liga                  | 7           | 0           | 0           | 4               | 0               | 0               | -                 | -                 | -                 | C1                             | 1                              | 0                              | 0                              | -                   | -                   | -                   | -                   | 12    | 0     | 0     |
| 2018-2019             | Real Madrid                    | Liga                  | 5           | 1           | 0           | 1               | 0               | 0               | -                 | -                 | -                 | C1                             | 1                              | 0                              | 0                              | CMC                 | 0                   | 0                   | 0                   | 7     | 1     | 0     |
| 2021-2022             | Real Madrid                    | Liga                  | 5           | 0           | 0           | 1               | 0               | 0               | -                 | -                 | -                 | C1                             | 2                              | 0                              | 0                              | -                   | -                   | -                   | -                   | 8     | 0     | 0     |
| 2022-2023             | Real Madrid                    | Liga                  | 1           | 0           | 0           | 1               | 0               | 0               | -                 | -                 | -                 | C1                             | 1                              | 0                              | 0                              | CMC                 | 1                   | 0                   | 0                   | 4     | 0     | 0     |
| 2024-2025             | Real Madrid                    | Liga                  | 4           | 0           | 1           | 0               | 0               | 0               | -                 | -                 | -                 | C1                             | 0                              | 0                              | 0                              | CIC                 | 0                   | 0                   | 0                   | 4     | 0     | 1     |
| Sous-total            | Sous-total                     | Sous-total            | 22          | 1           | 1           | 7               | 0               | 0               | -                 | -                 | -                 | -                              | 5                              | 0                              | 0                              | -                   | 1                   | 0                   | 0                   | 35    | 1     | 1     |
| 2019-2020             | Wolverhampton Wanderers (prêt) | Premier League        | 2           | 0           | 0           | -               | -               | -               | 2                 | 0                 | 0                 | C3                             | 3                              | 0                              | 0                              | -                   | -                   | -                   | -                   | 7     | 0     | 0     |
| 2019-2020             | Grenade CF (prêt)              | Liga                  | 11          | 0           | 0           | 3               | 0               | 0               | -                 | -                 | -                 | -                              | -                              | -                              | -                              | -                   | -                   | -                   | -                   | 14    | 0     | 0     |
| 2020-2021             | Grenade CF (prêt)              | Liga                  | 21          | 0           | 0           | 4               | 0               | 0               | -                 | -                 | -                 | C3                             | 12                             | 0                              | 0                              | -                   | -                   | -                   | -                   | 37    | 0     | 0     |
| Sous-total            | Sous-total                     | Sous-total            | 32          | 0           | 0           | 7               | 0               | 0               | -                 | -                 | -                 | -                              | 12                             | 0                              | 0                              | -                   | -                   | -                   | -                   | 51    | 0     | 0     |
| 2023-2024             | Grenade CF (prêt)              | Liga                  | 3           | 0           | 0           | -               | -               | -               | -                 | -                 | -                 | -                              | -                              | -                              | -                              | -                   | -                   | -                   | -                   | 3     | 0     | 0     |
| Total sur la carrière | Total sur la carrière          | Total sur la carrière | 138         | 3           | 1           | 16              | 0               | 0               | 2                 | 0                 | 0                 | -                              | 20                             | 0                              | 0                              | -                   | 1                   | 0                   | 0                   | 177   | 3     | 1     |

## Palmarès

### En club
- Eintracht Francfort
  - Finaliste de la Coupe d'Allemagne en 2017

- Real Madrid
  - Vainqueur de la Supercoupe de l'UEFA en 2022 et 2024
  - Vainqueur de la Coupe du monde des clubs de la FIFA en 2022 et 2023
  - Vainqueur du Championnat d'Espagne  en 2022
  - Vainqueur de la  Coupe d'Espagne en 2023
  - Vainqueur de la Ligue des Champions en 2022

### En équipe nationale
- Espagne -19 ans
  - Vainqueur du Championnat d'Europe en 2015

- Espagne espoirs
  - Finaliste du Championnat d'Europe espoirs en 2017.
  - Vainqueur du Championnat d'Europe espoirs en 2019.

- Espagne olympique
  -  Médaillé d'argent aux Jeux olympiques en 2021